# 国会纵火案

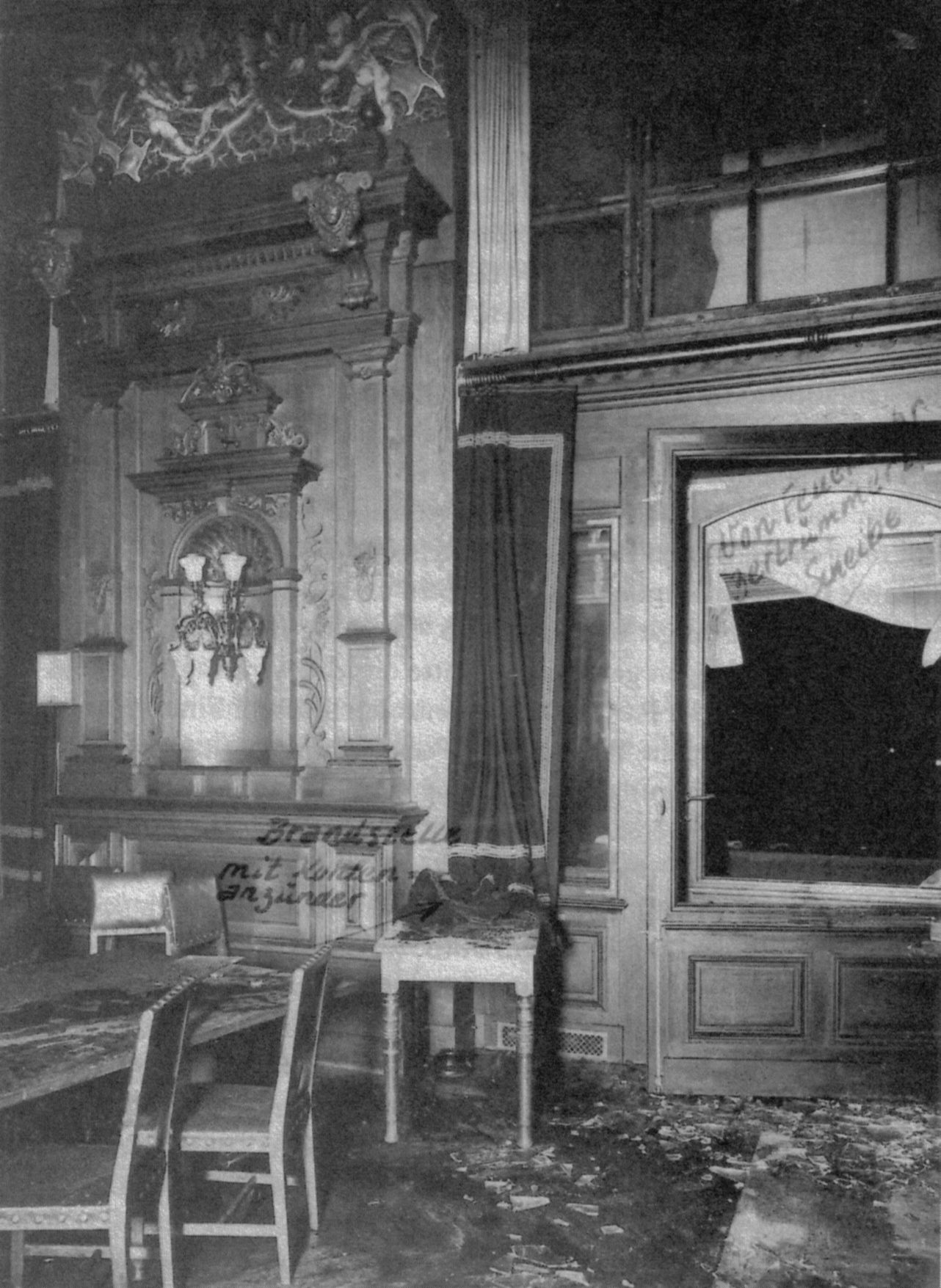
失火的國會內部

国会纵火案（德語：Reichstagsbrand，發音：[ˈʁaɪçstaːksˌbʁant] ⓘ）是德国1933年2月27日纳粹党建立一黨專政独裁政权的关键事件。柏林消防队于当日晚上9时14分开始接到德國國會大樓火警报告。尽管同时在几个不同地点发生火災，但当消防队到达时，主要的议会大厅发生爆炸，燃起大火。警察搜索现场时，发现了失业的荷蘭籍建筑工人马里纳斯·范德吕伯。范德吕伯是共產主義者，不久前才到德国。
总统兴登堡签署《保护人民和国家的帝国总统令》。纳粹党首脑宣称这起事件是共产国际策划的，逮捕了三名驻共产国际的保加利亚人：季米特洛夫、塔涅夫和波波夫，当时警察并不知道季米特洛夫是共产国际的负责人，在莱比锡审判时，季米特洛夫自己辩护，被宣布无罪释放。

## 背景
1932年11月德国国会选举后，经历长期政局动荡的总统兴登堡希望建立一个基于议会但排斥社会民主党人和共产党人的稳定内阁。与前总理帕彭在1933年1月4日的会谈达成合意的希特勒在1933年1月30日被得到说服的兴登堡选为接替库尔特·冯·施莱谢尔的德国总理，但他領導的纳粹党在议会584席中只佔有34%的席位（196席）。他希望通过魏玛共和国宪法规定的《授权法》，授权法规定总理可以不通过议会自行制订规章以代替法律。可是修宪需要国会三分之二的多数议员通过才能生效，在魏玛共和国的历史上，授权法只在1923年经济危机时通过一次。当时左翼的德國社會民主党是议会中第二大党，佔有20%席位（121席），第三大党德國共产党佔有17%席位（100席），兩党坚决反对通过《授权法》。因此希特勒在合法取得总理职位后，立即要求总统解散议会，定于1933年3月5日重新选举。
希特勒要想佔有议会需要的三分之二多数，必须壓制共产党和社會民主党。2月4日，总统兴登堡已签署了《保护德意志人民的帝国总统令》。1933年2月27日，国会大厦纵火事件发生后，纳粹党立即宣称这是共产党发动革命的信号，大力宣传德国正处于共产党发动革命的关键时刻，只有通过《授权法》才能制止共产党发动革命，否则德国就会处于共产党的恐怖统治中。

## 结果
1933年2月28日《国会纵火法令》发布，将德国共产党列为非法。3月5日，重新选举结果647席中，納粹黨赢得了288席，社會民主黨取得120席，共產黨雖然被列非法，仍取得81席；納粹黨加中央黨（73席）席次雖過半數，但仍没有能達到2/3不足以修憲。最终取消德國共产党的席位，且对缺失席位并不重新选举；同时对德國社會民主党成员进行恐吓和人身威胁，最终社會民主党人26人弃权，仍有94人反对；由此终于获得议会需要的三分之二多数赞同通过《授权法》。
馬里納斯·范德呂伯被審訊後，承認是他為了反對纳粹黨而縱火。歷史學家的共識是他的確參與了國會縱火，但對是否有共犯、是否為德国共产党指使有分歧。根據《國會縱火案法令》和對德國共產黨領袖同時進行的審訊，當局在3月1日宣布共產黨意圖暴動，因此為非法。第二天，纳粹冲锋队佔領全國所有共產黨黨部。
共產黨的領袖都被捕，衝鋒隊禁止共產黨員參加選舉。之後在3月5日的議會選舉中，納粹黨赢得了44%的席位（288席），但仍然没有能達到2/3成為多數黨；共產黨雖然被列非法，仍取得81席。其中德国国家人民党支持希特勒，兩黨共佔52%的席位。之後納粹黨通過《授權法》，國家人民黨及天主教中間黨支持法案，其中只有社民黨没有投贊成票。《授權法》通過後，希特勒立即在一個月内取締所有非納粹黨派。而國家人民黨也解散，併入納粹黨。
在那之後，德國開始了一場針對左翼的恐怖運動。縱火事件發生后的第二天，即2月28日，帝國總統興登堡頒布了兩項法令：「關於保衛人民和國家」和「反對背叛德國人民和叛國者的陰謀」。《憲法》第114條、第115條、第117條、第118條、第123條、第124條和第153條被終止，從而限制了公民的人身權利和自由、言論、新聞、集會和集會自由;允許通信和竊聽、搜查和扣押財產。
1934年1月10日范德吕伯被斩首，頭與軀幹被縫合後才安葬。
事件結束後，希特勒宣布今后的一切审判都得由新组建的“人民法院”执行。
对国会大厦纵火案的起因历史学家们有几种不同的说法：一种认为是共产党策划范德吕伯放火；一种认为是纳粹党假冒赤色分子放火；另一种认为范德吕伯出于个人原因放的火，被纳粹党利用了。
近來的研究则顯示，國會縱火案為范德呂伯的個人事件，而正好為納粹黨人所用，認為此事為後者所作可能是因反對納粹罪行而強加於其身的論點。